# Nifurpirinol
Nifurpirinol är en veterinärmedicinskt preparat som framförallt används inom akvaristiken för behandling av sjukdomar hos akvariefisk. Finns att köpa (receptfritt) under olika varunamn i zoo-butiker. Det används vid bakteriel fenröta, svampinfektioner, bukvattensot och neonsjukan.